# Robert Bennett (atleta)
Robert Howard Bennett, detto Bob (9 agosto 1919 – 13 dicembre 1974), è stato un martellista statunitense.

## Palmarès

### Olimpiadi
- Bronzo a Londra 1948 nel lancio del martello.